# 米特拉拉靈山
46°03′28″N 7°54′18″E / 46.057672°N 7.904966°E

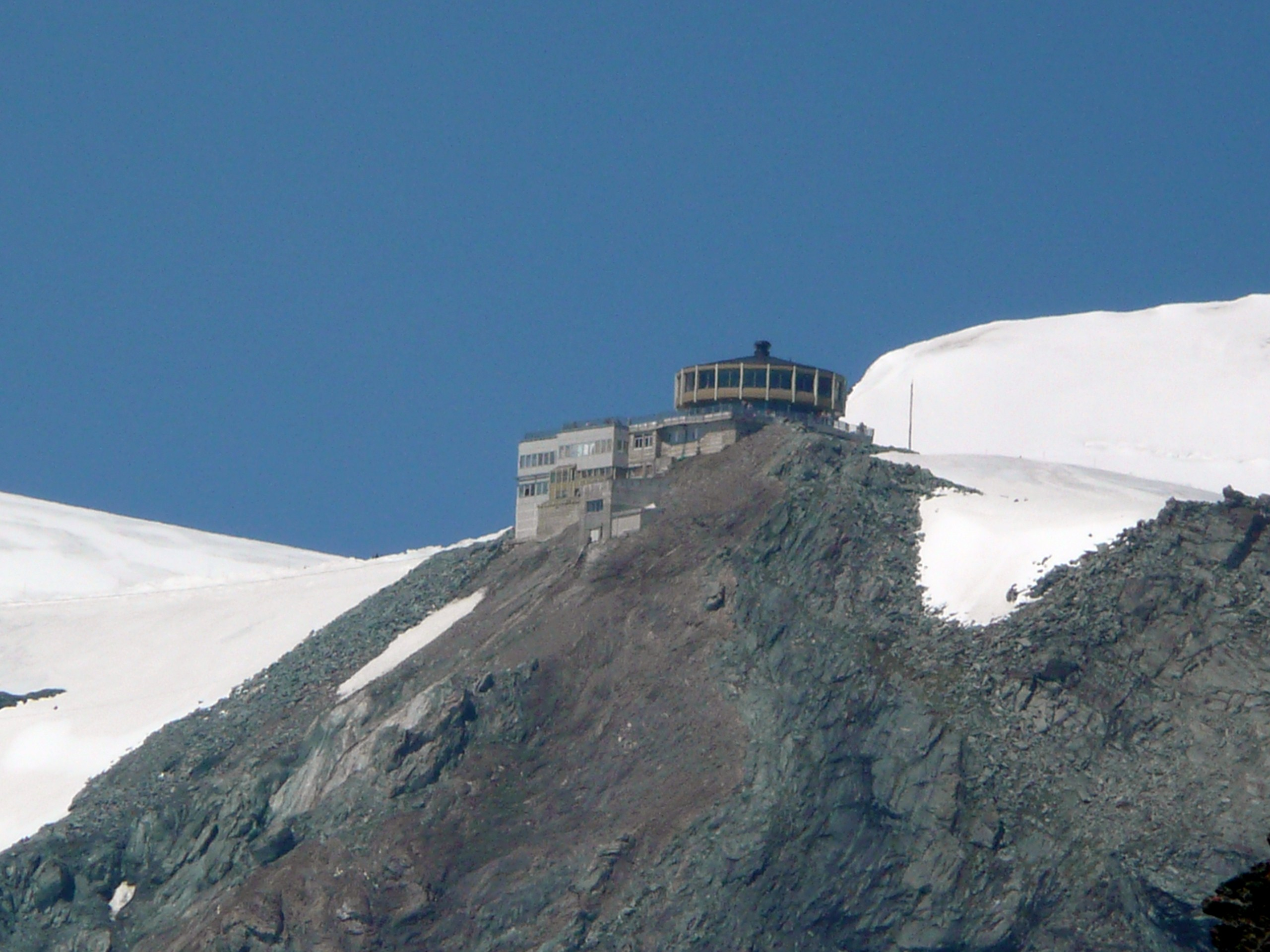

米特拉拉靈山（Mittelallalin），是瑞士的山峰，位於該國西南部，由瓦萊州負責管轄，屬於本寧阿爾卑斯山脈的一部分，俯瞰薩斯費，海拔高度3,457米。